# Давід Наварро
Давід Наварро Педрос (ісп. David Navarro Pedrós; 25 травня 1980, Сагунт, Валенсія) — колишній іспанський футболіст, центральний захисник.

## Клубна кар'єра
Давід Наварро — вихованець футбольної академії «Валенсії», від 2001 року виступає за основну команду клубу. Однак за 6 років (2001—2007) Наварро так і не зміг стати основним гравцем «Валенсії», перебуваючи в затінку інших центральних захисників, лідерів команди і гравців своїх національних збірних — Марчени, Аяли і Албіоля.
По закінченні сезону 2006/07 Наварро віддали в оренду «Мальорці», що великою мірою стало наслідком його участі в скандальному інциденті після матчу 1/8 фіналу Ліги чемпіонів проти «Інтера». 6 березня 2007 року, по закінченні матчу 1/8 фіналу Ліги чемпіонів між «Валенсією» та «Інтернаціонале» між гравцем іспанського клубу Карлосом Марченою і футболістом «Інтера» аргентинцем Ніколасом Бурдіссо зав'язалася суперечка, що переросла в сутичку (за словами одного з учасників конфлікту, Франческо Тольдо, Бурдіссо, роздратований невдалим для «Інтера» підсумком матчу, дуже болісно відреагував на жарти Марчени на адресу своєї команди). Гравці обох команд намагалися розборонити сперечальників і, можливо, конфлікт вдалося б загасити, коли б зненацька не втрутився Давід Наварро, що в цьому матчі був запасним гравцем: намагаючись захистити свого одноклубника, він підбіг до Бурдіссо ззаду і вдарив його по обличчю, зламавши аргентинцеві ніс. Внаслідок цього конфлікт спалахнув з новою силою: розгнівані гравці італійської команди, серед яких особливим завзяттям відзначилися Хуліо Крус, Майкон та Іван Кордоба, накинулися на Наварро, якому довелося рятуватися втечею.
Наступного дня Наварро у телефонній розмові вибачився перед Бурдіссо, але на цьому інцидент не вичерпався: 15 березня відбулося засідання дисциплінарного комітету УЄФА, за підсумками якого обидва клуби оштрафовано на 205 тисяч доларів кожен, а найдіяльніші учасники конфлікту одержали дискваліфікації різного ступеня тяжкості. Найтяжче покарано Давіда Наварро: гравця дискваліфікували на 7 місяців.
Влітку 2009 року, коли Албіоль перейшов до «Реала», Наварро повернувся до «Валенсії» й дістав місце в основному складі «кажанів», ставши також віце-капітаном клубу.
Під час міжсезоння 2011 Давід Наварро полишив клуб; захисник-ветеран підписав контракт на два роки з «Ксамаксом» зі Швейцарії. Взимку 2012 року, після ліквідації «Ксамакса», підписав контракт до кінця сезону з «Леванте».
26 липня 2016 року, після вибуття його клубу з Ла-Ліги, 36-річний футболіст перейшов до друголігового Алькоркона.
22 грудня 2017 року 37-річний Наварро оголосив про завершення своєї кар'єри гравця і його одразу ж взяли в тренерський штаб Алькоркона. 19 червня 2019 року він повернувся до Леванте на посаду координатора команди управління спорту.

## Досягнення
- Чемпіон Іспанії: 2001–2002, 2003–2004
- Бронзовий призер чемпіонату Іспанії: 2005–2006, 2009–2010
- Володар Кубка УЄФА: 2003–2004
- Володар Суперкубка УЄФА: 2004